# Eborilaira
Eborilaira Eskov, 1989 è un genere di ragni appartenente alla famiglia Linyphiidae.

## Distribuzione
L'unica specie oggi attribuita a questo genere è stata reperita in due diverse regioni della Russia asiatica: nel Kolyma e nel Circondario autonomo della Čukotka.

## Tassonomia
A maggio 2011, si compone di una specie:
- Eborilaira alpina Eskov, 1989[3] — Russia